# Mesothen
Mesothen este un gen de insecte lepidoptere din familia Arctiidae.

## Specii[1]
- Mesothen albifrons
- Mesothen albilimbata
- Mesothen aurantegula
- Mesothen aurantiaca
- Mesothen aurata
- Mesothen bisexualis
- Mesothen caeruleicorpus
- Mesothen catherina
- Mesothen cosmosomoides
- Mesothen demicostata
- Mesothen derubrata
- Mesothen desperata
- Mesothen dorsimacula
- Mesothen endoleuca
- Mesothen epimetheus
- Mesothen erubescens
- Mesothen erythaema
- Mesothen ethela
- Mesothen flavicostata
- Mesothen flaviventris
- Mesothen ignea
- Mesothen inconspicuata
- Mesothen meridensis
- Mesothen montana
- Mesothen nana
- Mesothen nomia
- Mesothen ockendeni
- Mesothen perflava
- Mesothen petosiris
- Mesothen pyrrha
- Mesothen pyrrhina
- Mesothen restricta
- Mesothen rogenhoferi
- Mesothen roseifemur
- Mesothen samina
- Mesothen semiflava
- Mesothen temperata
- Mesothen tigrina
- Mesothen zenobia